# Fred Orain
Fred Orain, né le 2 janvier 1909 à Bonnemain et décédé le 11 février 1999 au Cannet, est un producteur de cinéma français.

## Biographie
Alfred Orain dit Fred Orain est né le 2 janvier 1909 à Bonnemain en Ille-et-Vilaine de parents instituteurs. Il est adopté comme pupille de la Nation par jugement du tribunal de Saint-Malo le 12 octobre 1923. Il sort diplômé de l'ESIEE Paris et Supelec en 1929 et commence sa carrière professionnelle dans le monde de la radio.
Entré en 1931 aux studios Paramount, Fred Orain connaît une ascension remarquable, passant en neuf ans du poste de technicien du son à celui de directeur technique des Studios de Saint-Maurice.
Ingénieur conseil des studios de la Victorine pendant l'Occupation, Fred Orain participe activement aux travaux préparatoires de la création de la Commission supérieure technique qu'il dirigera pendant trente ans à compter de sa création le 8 septembre 1944 (CST).
En parallèle de son activité de président de la C.S.T., Fred Orain est aussi devenu un des grands producteurs français de courts métrages produisant dix longs métrages, puis avec ses sociétés de production Armor-Films et Cady-Films six longs métrages et près de 500 courts métrages.
Membre du groupe des Trente fondé en 1953, il est un ardent défenseur des courts métrages.
En septembre 1957, les statuts de l'Union Internationale des Associations Techniques sont déposés. Fred Orain en devient le président ; les vice-présidents sont originaires d'Angleterre, d'URSS, de Tchécoslovaquie et de Pologne.
Retraité dans le Midi à partir de 1974, il meurt au Cannet le 11 février 1999.

## Filmographie
Parmi les grandes œuvres cinématographiques françaises, il a notamment produit en association avec Jacques Tati (Cady Films) trois des grands films de ce dernier, Jour de fête (1949), Les Vacances de Monsieur Hulot (1953) et Mon oncle (1958) ainsi que Les Enfants du paradis de Marcel Carné en 1945. Il fut aussi le producteur exécutif de La Chartreuse de Parme datant de 1948, de Christian-Jaque
Le nombre de courts métrages produits par Armor-films à partir de 1948 s'élève à près de 500, parmi lesquels on peut noter ceux de Jean Faurez, ami de Fred Orain, des coproductions internationales, comme Tous les enfants du monde composé de quatre courts métrages de quatre réalisateurs d'origine différente : Elen Krimov (URSS), Kaneto Shindō (Japon), Maurice Engel (États-Unis) et André Michel (France) 
Au total, plus d'une centaine de courts métrages de fiction, une cinquantaine de films touristiques et autant de films de reportages et sur des personnages illustres.
- 1951 : Paris est toujours Paris (Parigi è sempre Parigi), de Luciano Emmer